# دیدگاه کلامی علی بن موسی الرضا
دیدگاهِ کلامیِ علی بن موسی الرضا، مجموعه دیدگاه‌های علی بن موسی الرضا است که در عصر آزادی بیان پیش آمده بین سال‌های ۲۰۰–۲۰۳ ه‍.ق، بیان شده‌است. این اعتقادات، از اهم اعتقادات شیعیان دوازده‌امامی است که توسط علی بن موسی در جلسات مناظرات، پرسش و پاسخ شیعیان، گفتگوها با مأمون، نامه‌ها و سخنرانی‌های وی، مطرح شده‌اند. اهمیت این گفتگوها، در مقایسه و مقابله این اعتقادات کلامی در مقابل اعتقادات کلامی اشاعره و معتزله نمایان خواهد شد. این بیان اعتقادات بیشتر در سه موضوع کلی، توحید، قران و امامت مطرح شده‌است.

## مقدمه
دورانِ علی بن موسی الرّضا، به‌جهت قدرت‌نماییِ دو گروهِ معتزله و اهل حدیث، عصرِ بحث‌های کلامی بوده‌است. با روی‌کارآمدنِ مأمون، فضای بازی ایجاد شد تا هر گروه، آزادانه دیدگاهِ مذهبیِ خویش را مطرح نماید و سایرِ مذاهب، آن را موردِ نقد و بررسی قرار دهند. علی بن موسی الرّضا نیز در بین این دو گروه، اقدام به بیانِ دیدگاهِ خویش نمود. این امر سبب شد تا اکثرِ روایاتی که از علی بن موسی توسطِ منابع گزارش شده‌اند، در حوزهٔ علم کلام باشد. از مهم‌ترین مسائلی که در این کشمکش‌های کلامی مطرح می‌شد، مسائل امامت و توحید بود. علاوه بر این گفتگوهای علمی بین دو فرقهٔ کلامیِ اهل سنت، شیعیان به‌عنوانِ فرقه‌ای پرطرفدار، به‌جهت سخت‌گیری‌های حکومتِ عباسی از امامان خویش، دور بوده و امکانِ برگزاریِ جلساتِ علمی و پرسش و پاسخ با امامِ خویش را نداشتند. این فاصلهٔ شیعیان با رهبرانِ خویش به‌همراهِ گرایشِ اهلِ حدیث به روایات و ترجیحِ هر روایتی بر عقل، سبب شد تا شیعیان نیز همچون اهل حدیث، در معنای حقیقیِ برخی تعابیر در صفاتِ خدا درمانده شوند. همین امور سبب شده بود تا انحرافاتِ کلامی در بین شیعیان رواج یابد به‌گونه‌ای‌که ابی‌نصر بزنطی به علی بن موسی الرّضا از اختلافِ شیعیان در مسائلی چون جَبْر و اختیار و صفاتِ خدا خبر داده‌است. در این بحبوحهٔ کلامی، علی بن موسی با تدارکِ جلسات مناظره، بیانِ روایات و اعتقادات و گفتگو با سرانِ مخالفان و دگراندیشان، با انحرافاتِ اعتقادی در تشیع و جامعهٔ اسلامی مبارزه کرد.
این دوران همچنین با اوجِ فعالیتِ نهضتِ ترجمه هم‌زمان بود. انگیزه‌ها و اهدافی که این انتقالِ عظیمِ فرهنگیِ دانش را تحت نظرِ خلفای نخستینِ عباسی و درباریان‌شان به‌وجود آورد، به‌عنوانِ پاسخی به نیازهای کاربردیِ سلسلهٔ جدید در نظر گرفته می‌شوند. مباحثاتِ مذهبی که پیروانِ کلیساهای مختلفِ مسیحی، ثَنَوی‌گرایانِ مانَوی، مَزدَکیان، یَهودیان و پیروانِ مذاهبِ مختلفِ اسلامی را گرد هم آورده بود، مباحثه‌کنندگانِ مسلمان را در موقعیتی ناراحت‌کننده قرار داد، زیرا با ابزارهای مختلفِ مباحثاتِ فلسفی و کلامیِ قبل از اسلام آشنا نبودند. این ترجمه‌ها به استفاده از برهان‌های استدلالی و گفتگوهای منطقی به‌عنوانِ ابزارِ اصلی در میانِ مُتِکَلِّمانِ اولیه کمک کرد. این تصمیم بخشی از یک استراتژی برای حفظ و تحکیمِ قدرتِ عباسی در برابرِ احیای مباحثِ قبل از اسلام و ظهورِ گرایش‌های شدیدِ غیراسلامی میانِ اعضای دیوانیِ عباسی بود. در گزارش‌های مورّخانِ مسلمان مانند مسعودی، در توصیفِ سیاستِ مهدی و خلفای پس از وی آمده که مخالفِ پیروانِ آموزه‌های مذهبیِ مَرْقیونیه، ابنِ دِیْصان و مانی بوده‌اند. مهدی دستور داد که متکلمان کتاب‌هایی را علیهِ این آموزه‌ها بنویسند.

## توحید

### اثبات خدا
علی بن موسی با دلیل شرطی منکران وجود خدا را به توحید می‌خواند؛ هرچند این دلیل، صرفاً یک روش عملگرایانه در اثبات وجود خدا باشد. بر اساس این اعتقاد، انسان در بین یک شرط‌بندی، بین نفع و ضرر قرار دارد و به میل اوست که سختی عمل به شرایع و توحید الهی را بپذیرد و در مقابل عذاب اخروی منتفی شود، یا آنکه لذت دنیا را انتخاب کند و عذاب اخروی را شامل حال خود کند. از دیگر براهینی که علی بن موسی در مناظرات خود در مرو به آن استناد کرده‌است، برهان حدوث است. بر اساس این برهان، عالم هستی حادث است و هر حادثی به محدث نیازمند است. آن محدث نیز خود یا حادث است که مجدد نیاز به محدث دیگری دارد، یا آنکه حادث نیست. در هر دو صورت، برای اینکه تسلسل محال پیش نیاید، لازم است تا به محدث قدیم ختم شویم. برهان حرکت، از دیگر براهین مورد استفاده علی بن موسی الرضا در مناظرات خویش است؛ او در مناظره‌ای که با مردی زندیق داشته‌است، در اثبات خدامی‌گوید: «من چون به جسم خود می‌نگرم که هیچ امکان کم و زیادی در طول و عرض و دفع آفت‌ها و جلب منافع ندارم، یقین می‌کنم که این ساختار را بنیانگذاری است و به وجود او اقرار می‌کنم.» این عبارت علی بن موسی، می‌تواند به برهان‌های نظم و برهان امکان و وجوب نیز اشاره داشته باشد.

### اتصاف صفات به خدا

#### شیئیت
یکی از بحث‌های فلسفی و کلامی در جامعه اسلامی، اتصاف یا عدم اتصاف خدا به واژه شیء است. علی بن موسی الرضا، در پاسخ به سؤال شخصی که، صحت یا عدم صحت این اتصاف را از وی جویا شده‌بود، گفت: «بله، می‌توان خدا را به شیء متصف کرد.» در ادامه می‌افزاید که، ملاک این اتصاف مهم است. وی، دلیل این پاسخ را، به یکی از آیات قران مستند کرده و آیه ۱۹ انعام را دلیلی بر این پاسخ می‌داند. با این وجود و به گفته فخر رازی، بسیاری از اهل سنت، به رویت خدا در روز قیامت باور دارند. دلیل این باور، تمسک به آیه‌ای از قران است که در آن، مؤمنان در روز قیامت چهره خداوند را می‌بینند. با این حال علی بن موسی الرضا در پاسخ شخصی که از معنای این آیه سؤال دارد، می‌گوید که منظور از ناظر در آیه، منتظر است؛ بنابراین معنای آیه چنین است که مؤمنان در روز قیامت منتظر پاداش از جانب خداوند هستند. در جای دیگر علی بن موسی، درک خداوند با حواس را رد کرده و در پاسخ مردی زندیق که می‌پرسد: اگر خدا با هیچ‌یک از حواس درک نمی‌شود پس وجود ندارد؛ می‌گوید: «ما با ناتوانی حواسمان از ادراک خداوند، یقین پیدا می‌کنیم که او پروردگار ماست و او چیزی است به خلاف سایر اشیاء»

#### افعال
با وجود آنکه اهل حدیث از اهل سنت، تمام تعابیر افعالی و غیر افعالی روایات را به معنای ظاهری گرفته و هیچگونه تاویل و تفسیری را دربارهٔ آن نمی‌پذیرند، اما علی بن موسی در بیان و تشریح اینگونه تعابیر و صفات، مردمان را به نفی انسان‌انگاری خداوند دعوت می‌نمود. برای مثال وی در تشریح آیه‌ای از قران که خداوند را به آمدن در قیامت متصف کرده بود، معتقد است که این خداوند نیست که در قیامت می‌آید، چرا که خداوند از حرکت مبری است؛ و مقصود از این آمدن، امر و مشیت الهی است که خواهد آمد. این خلط معانی، تنها مربوط به آیات نبوده و در روایات نیز گزارش‌هایی وجود دارد.

#### علم
یکی از معضلات علم کلام، مسئله اتصاف علم به خداوند، قبل از خلقت اشیاء است به این معنا که آیا خداوند را می‌توان عالم دانست حتی قبل از آنکه چیزی را خلق کند. علی بن موسی در پاسخ به این شبهه کلامی، معقتد است که علم خداوند عین ذات اوست. به این قاعده در علم فلسفه، اتحاد عالم و معلوم گفته می‌شود.

## امامت
با پیدایشِ معتزله و بیانِ دیدگاه‌های عقلی و برتری دادنِ عقل بر نقل، مسئلهٔ امامت نیز — که از دیدگاهِ شیعه، بحثی نقلی است — شکلی عقلی به خود گرفت. شاهدِ این تغییر، داغ شدنِ بحث‌های کلامی در عصرِ علی بن موسی بود که در همان دوران، بیانِ بحث‌های عقلی در زمینهٔ امامت، رشد بیشتری یافت. مأمون نیز با ایجادِ آزادیِ نسبی در بیانِ دیدگاه‌های مختلف، سبب شد تا علی بن موسی بر خلافِ پدرانش مسئلهٔ امامت را با خیالِ راحت‌تری تبلیغ و تشریح نماید؛ به‌طوری‌که تا قبل از آن، بحث دربارهٔ امامت تنها مربوط به محافلِ خاصِّ علمی بود، اما در عصرِ علی بن موسی این بحث‌ها به میانِ عمومِ جامعه کشیده شد. ازاین‌رو علی بن موسی در معرفیِ تشیع و امامت به ایرانیان نقشِ اساسی را عهده‌دار بود.
با بررسی روایات منقول از علی بن موسی الرضا در باب «نادر جامع فی فضل الامام و صفاته» از کتاب اصول کافی، مشخص خواهد شد که مسئله امامت در گفتار علی بن موسی الرضا جایگاه ویژه‌ای دارد. بر اساس یک بررسی آماری، بیشتر تأکید این روایات بر علم امام است. از بین این روایات، هجده روایت به مسئله صفات و ویژگی‌های امام، ده روایت به اهداف امام، هفت روایت به توصیف امام، ۶ روایت به عظمت جایگاه امامت، شش روایت به جهل عامل سلب اختیار بشر در تعیین امام، چهار روایت به الهی بودن انتصاب امام و سه روایت نیز به منکران انتصابی بودن امامت اشاره دارد. به دیگر سخن ۸۱ درصد از مجموع روایات این باب، به معرفی جایگاه امام و امامت پرداخته‌است و ۱۹ درصد دیگر در موضوع روش تعیین امامان تبین شده‌است. علی بن موسی الرضا در این دسته از روایات، ویژگی‌ها و لوازم امامت را بیان کرده‌است. وی علم خدادادی، عصمت، قریشی بودن، برتری بر دیگران و داشتن صفات عالیه‌ای همچون شجاعت، قدرت، شرح صدر و… را از مهمترین ویژگی‌های امام دانسته‌است.

## حدوث و قدم قرآن

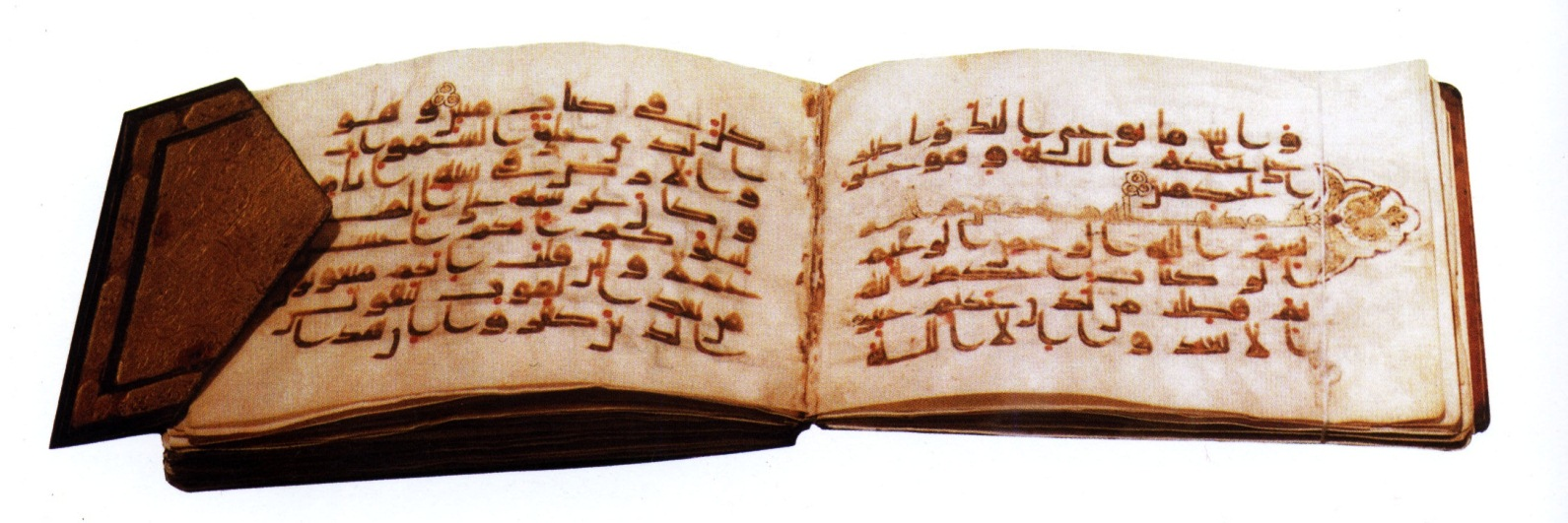
قرآنی خطی منسوب به علی بن موسی الرّضا، نگاه‌داری‌شده در موزهٔ آستان قدس رضوی

مسئله حدوث و قدم قران، از نخستین تاملات کلامی مسلمانان در ارتباط با قران بود و حتی برخی این مسئله را سرچشمه پیدایش علم کلام دانسته‌اند. با گرم شدن بحث‌های کلامی در ارتباط به حدوث و قدم قرآن، مسلمانان به دو دسته اشعری و غیر اشعری تقسیم شدند؛ اشعریان به قدم قران معتقد شدند و کلام را به دو نوع لفظی و نفسی تقسیم کردند و گفتند که قرآن، کلام نفسی و یکی از صفات خدا است. در مقابل، معتزله و شیعه نیز معتقد شدند که قرآن حادث است و کلام را از صفات فعلی خدا دانستند. این نزاع کلامی به قدری بالا گرفت که برخی خلفا عباسی همچون مأمون، برای پایان به این بحث کلامی وارد عمل شدند. در این اوضاع، علی بن موسی الرضا، راهکاری دیگر را در پیش گرفت؛ وی جامعه اسلامی را به سمت هدایتگری قران سوق می‌داد و از ورود افراد به اینگونه مباحث، رضایت خاطر نداشت. با این حال، حادث بودن قرآن، دیدگاهی نزدیک به دیدگاه ائمه دوازده‌گانه شیعه بوده‌است که به جهت صبغه سیاسی گرفتن این دیدگاه و سوء استفاده‌های دستگاه عباسی از آن، امامان شیعه کمتر به آن پرداخته‌اند. این مسئله دربارهٔ علی بن موسی به عنوان امام هشتم شیعیان نیز صادق بود، به گونه‌ای که علی بن موسی دربارهٔ قدم یا حدوث قران، سخنی صریح را بیان نکرده‌است. این امور سبب شد تا مسئله حدوث و قدم قران، نزد شیعیان جایگاهی نیابد و منابع شیعی به اینگونه امور نپردازند.

## یادداشت
1. ↑  قال علی بن موسی الرضا لعمران صابی: «هُوَ (ای الله) أَیَّنَ الْأَیْنَ بِلَا أَیْنٍ وَ کَیَّفَ الْکَیْفَ بِلَا کَیْفٍ فَلَا یُعْرَفُ بِالْکَیْفُوفِیَّةِ وَ لَا بِأَیْنُونِیَّة»
2. ↑  وُجُوهٌ یَوْمَئِذٍ ناضِرَةٌ، إِلی رَبِّها ناظِرَةٌ (سوره قیامه، آیه ۲۲ و ۲۳)